# Eigen doelpunt
Een eigen doelpunt, in Vlaanderen vaak met de Engelse term owngoal aangeduid, is een doelpunt in het eigen doel, dat bijgevolg als punt voor de tegenstander telt. Meestal wordt een eigen doelpunt per ongeluk gemaakt.
Een eigen doelpunt komt regelmatig voor in het voetbal. In de Eredivisie is Sven van Beek recordhouder met acht eigen doelpunten.
In hockey wordt een eigen doelpunt niet als doelpunt beschouwd, behalve als een speler van het aanvallende team de bal vanbinnen de cirkel het doel inspeelt, en een verdediger de bal nog aanraakt met zijn stick waarna de bal het doel ingaat. Als de bal bewust over de achterlijn wordt gespeeld door de verdedigende ploeg, krijgt de andere ploeg een strafcorner toegewezen.